# Oberhausen Hauptbahnhof
Oberhausen Hauptbahnhof vasútállomás Németországban, Oberhausen városban. A német vasútállomás-kategóriák közül a második csoportba tartozik.

## Vasútvonalak
Az állomást az alábbi vasútvonalak érintik:
- Oberhausen–Arnhem-vasútvonal
- Oberhausen–Duisburg-Ruhrort-vasútvonal

## Forgalom

### Távolsági
| Járat  | Név             | Útvonal | Üzemeltető     |
| ------ | --------------- | --- | -------------- |
| ICE 78 | „International“ | Amsterdam – Oberhausen – Duisburg – Düsseldorf – Köln – Frankfurt Flughafen – Frankfurt (– Mannheim – Offenburg – Basel)                                                                      | DB Fernverkehr |
| IC 32  | „Wörthersee“    | Münster (Westf) – Oberhausen – Duisburg – Düsseldorf – Köln – Koblenz – Mannheim – Stuttgart – München – Salzburg – Villach – Klagenfurt                                                      | DB Fernverkehr |
| IC 35  |                 | Norddeich Mole – Münster (Westf) – Recklinghausen – Wanne-Eickel – Oberhausen – Duisburg – Düsseldorf – Köln – Koblenz – Luxemburg                                                            | DB Fernverkehr |
| IC 35  | „Bodensee“      | (Emden – Leer (Ostfriesl) – Münster (Westf) –) Dortmund – Oberhausen – Duisburg – Düsseldorf – Köln – Koblenz – Mannheim – Offenburg – Konstanz (ztw. Mannheim – Vaihingen (Enz) – Stuttgart) | DB Fernverkehr |
| D      |                 | Dortmund - Gelsenkirchen - Oberhausen - Duisburg - Düsseldorf - Köln - Bonn - Koblenz - Trier (ztw. ab Koblenz nach Eltville/Rüdesheim/Frankfurt-Höchst)                                      | DB Fernverkehr |

### S-Bahn Rhein-Ruhr
| Járat | Útvonal | Ütem    |
| ----- | --- | ------- |
|       | Dortmund Hbf – Dortmund-Dorstfeld – Dortmund-Wischlingen – Dortmund-Huckarde – Dortmund-Westerfilde – Dortmund-Nette/Oestrich – Dortmund-Mengede – Castrop-Rauxel Hbf – Herne – Wanne-Eickel Hbf – Gelsenkirchen Hbf – Essen Zollverein Nord – Essen-Altenessen – Essen-Bergeborbeck – Essen-Dellwig – Oberhausen Hbf – Duisburg Hbf | 60 perc |
|       | Oberhausen Hbf – Mülheim (Ruhr)-Styrum – Mülheim (Ruhr) West – Mülheim (Ruhr) Hbf – Essen-Frohnhausen – Essen West – Essen Hbf – Essen-Steele – Essen-Steele Ost – Essen-Horst – Bochum-Dahlhausen – Hattingen (Ruhr) – Hattingen (Ruhr) Mitte                                                                                       | 20 perc |

## Kapcsolódó állomások
A vasútállomáshoz az alábbi állomások vannak a legközelebb:
- Duisburg Hauptbahnhof
- Oberhausen-Sterkrade station (Arnhem vasútállomás, Oberhausen–Arnhem-vasútvonal)
- Oberhausen-Sterkrade station (Arnhem vasútállomás, Rhein-IJssel-Express)
- Duisburg Hauptbahnhof (Düsseldorf Hauptbahnhof, Rhein-IJssel-Express)
- Arnhem vasútállomás (Amsterdam Centraal, ICE 78)
- Duisburg Hauptbahnhof (Frankfurt Hauptbahnhof, ICE 78)
- Duisburg-Obermeiderich vasútállomás
- Mülheim-Styrum station (Hattingen Mitte station, S3)
- Essen-Dellwig station